# Verdon (Nebraska)
Verdon je selo u američkoj saveznoj državi Nebraska. Prema popisu stanovništva iz 2010. u njemu je živjelo 172 stanovnika.